# Sierra de Abenuj
Sierra de Abenuj este o arie protejată (arie specială de conservare — SAC, sit de importanță comunitară — SCI) din Spania întinsă pe o suprafață de 1.038,48 ha, integral pe uscat.

## Localizare
Centrul sitului Sierra de Abenuj este situat la coordonatele 38°37′21″N 1°43′50″W / 38.6226°N 1.7306°V.

## Înființare
Situl Sierra de Abenuj a fost declarat sit de importanță comunitară în decembrie 1997 pentru a proteja 1 specie de plante și 1 specie de animale. Situl a fost protejat și ca arie specială de conservare în mai 2015.

## Biodiversitate
Situată în ecoregiunea mediteraneană, aria protejată conține 6 habitate naturale: Păduri de pin mediteraneene cu pini mezogeni endemici, Dune cu tufărișuri sclerofile Cisto-Lavenduletalia, Pseudostepă cu ierburi și specii anuale de Thero-Brachypodietea, Matorral arborescenți cu Juniperus spp., Pante stâncoase calcaroase cu vegetație casmofită, Tufărișuri termo-mediteraneene și de pre-deșert.
La baza desemnării sitului se află mai multe specii protejate:
- plante (1): Sideritis serrata
- păsări (1): turturică (Streptopelia turtur)

Pe lângă speciile protejate, pe teritoriul sitului au mai fost identificate 11 specii de plante.